# NRK Trøndelag
NRK Trøndelag — норвежский региональный телевизионный канал Норвежской вещательной корпорации, вещающий на территории норвежских губернии Трёнделаг. Центр вещания — город Тюхольт (пригород Тронхейма). Образован 1 июля 2002 путём слияния региональных отделений NRK Nord-Trøndelag и NRK Sør-Trøndelag. Существует также дополнительная редакция в Лу и Стейнхьере. NRK Trøndelag производит ретрансляцию радиостанции NRK P1 и телеканала NRK1, транслируя их передачи и программы, но вместе с тем занимается и собственным производством.

## Проекты

### Телевизионные
- Schrödingers katt
- Newton
- Midtnytt

### Радиостанция
Нижеуказанные передач транслируются на NRK P3:
- Are og Odin
- Filmpolitiet
- Osenbanden
- Mina
- Klaus Sonstad Show
- Show Show